# インゲル＝リセ・ソルハイム
インゲル＝リセ・ソルハイム（Inger Lise Solheim-Engen　1960年2月9日- ）はノルウェーの柔道選手。階級は61kg級。

## 人物
1981年のドイツ国際61kg級で優勝を飾った。1982年には世界選手権で決勝まで進むものの、地元フランスのマルティーヌ・ロティエに敗れたが銀メダルを獲得した。1983年のヨーロッパ選手権は5位だったものの、福岡国際では2位に入った。

## 主な戦績
- 1981年 - ドイツ国際　優勝
- 1982年 - スカンディナビアオープン　優勝
- 1982年 - 世界選手権　2位
- 1983年 - ドイツ国際　優勝
- 1983年 - ヨーロッパ選手権　61kg級　5位　無差別　7位
- 1983年 - 福岡国際　2位